# Jean-Louis Keita
Jean-Louis Keita (ur. 13 czerwca 1975 w Konakry) – gwinejski piłkarz występujący na pozycji napastnika, reprezentant kraju.

## Życiorys
Jest synem Roberta i Marie Thérèse. Piłkarską karierę rozpoczynał w COK Boké, z którym dwukrotnie wygrał Coupe PDG. Następnie został zawodnikiem CI Kamsar. Uczestniczył ponadto w Wojskowym Pucharze Świata w barwach ASFAG.
Dzięki kontaktom Mohameda Sylli wyjechał do Europy, gdzie występował początkowo w belgijskich klubach trzeciej i czwartej ligi. W 1996 roku został zawodnikiem Újpesti TE. W NB I zadebiutował 1 marca 1997 roku w spotkaniu przeciwko III. Kerületi TVE. Ogółem w budapeszteńskim klubie rozegrał dziewięć spotkań ligowych i zdobył wicemistrzostwo Węgier. W sezonie 1997/1998 był zatrudniony przez Stadler FC, jednak nie zagrał w barwach tego klubu ani jednego spotkania. Następnie kontynuował grę w klubach amatorskich.
Mieszka we Francji. Jest żonaty, ma dwie córki i dwóch synów.

## Statystyki ligowe
| Sezon     | Klub                | Liga        | Mecze | Gole |
| --------- | ------------------- | ----------- | ----- | ---- |
| 1993/1994 | KV Eendracht Aalter | Promotion A | 13    | 0    |
| 1996/1997 | Újpesti TE          | NB I        | 9     | 0    |
| 1997/1998 | Stadler FC Kiskőrös | NB I        | 0     | 0    |